# Rewolucja kulturalna

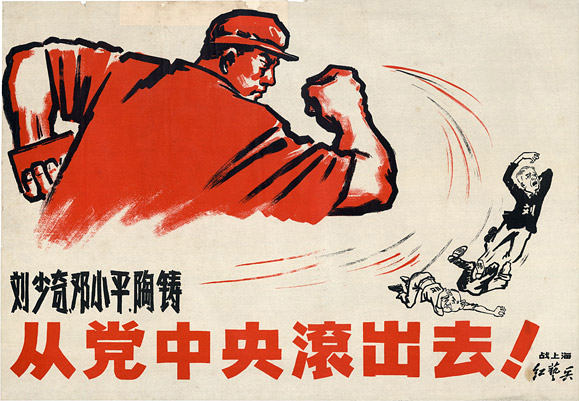
Plakat propagandowy z okresu rewolucji kulturalnej. Liu Shaoqi, Deng Xiaoping i Tao Zhu muszą wynieść się z Komitetu Centralnego Komunistycznej Partii Chin!

Wielka Proletariacka Rewolucja Kulturalna (chin. upr. 无产阶级文化大革命, chin. trad. 無產階級文化大革命, pinyin wúchǎn jiējí wénhuà dà gémìng); często skracane do 文化大革命 (wénhuà dà gémìng, wielka rewolucja kulturalna) lub po prostu 文革 (wéngé, rewolucja kulturalna) – wielki ruch społeczno-polityczny w Chinach zainicjowany w 1966 roku przez Mao Zedonga, jako próba wyeliminowania jego politycznych rywali i wprowadzenia w życie własnych koncepcji ideologicznych (maoizmu). Chociaż oficjalnie została zakończona przez Mao w 1969 roku, faktycznie trwała do chwili aresztowania tzw. bandy czworga w 1976 roku.

## Tło

### Narastający konflikt między Mao Zedongiem i Liu Shaoqi
Zakończona klęską głodu kampania wielkiego skoku z lat 1958–1962 doprowadziła do odsunięcia Mao na boczny tor. Władza przeszła w ręce pragmatycznych, umiarkowanych polityków, skupionych wokół Przewodniczącego ChRL Liu Shaoqi, do których zaliczali się m.in. Deng Xiaoping i Chen Yun. Zapoczątkowali oni okres tzw. „regulacji gospodarki”, wyprowadzając kraj z będącej wynikiem wielkiego skoku ruiny gospodarczej. Zakończona sukcesem poskokowa polityka ekonomiczna doprowadziła do szybkiego rozwoju rolnictwa i przemysłu lekkiego, wzrosły eksport i podaż na rynku wewnętrznym. W planowanej na lata 1966–1970 trzeciej pięciolatce zakładano dalszy rozwój rolnictwa oraz rozbudowę przemysłu ciężkiego. Już na X Plenum Komitetu Centralnego Komunistycznej Partii Chin we wrześniu 1962 roku Mao uznał politykę gospodarczą Liu Shaoqi jako drogę do przywrócenia kapitalizmu.
Mao obawiał się całkowitego odsunięcia go od władzy i zaczął planować swój powrót na szczyt, połączony z rozprawą z politycznymi przeciwnikami. Instytucją, w której nadal miał poparcie, była dowodzona przez Lin Biao armia. Lin dbał o indoktrynację maoistowską w armii. Zniesione zostały wprowadzone uprzednio przez Peng Dehuaia wszelkie wzorowane na radzieckich rozwiązania, łącznie z rangami i mundurami, a żołnierzom zaszczepiano rewolucyjny zapał.
We wrześniu 1962 roku zainicjowany został Ruch kształcenia socjalistycznego, mający propagować maoistowskie rozwiązania gospodarcze. Jej sztandarowym przykładem miała być zmilitaryzowana brygada rolnicza Dazhai w prowincji Shanxi, osiągająca rzekomo rewelacyjne wyniki w uprawie ziemi. Dopiero później wyszło na jaw, że pieniądze, maszyny rolnicze, a nawet zboże otrzymywała od Lin Biao. Ruch kształcenia socjalistycznego propagował nowe wzorce, jak zmarłego młodo żołnierza Lei Fenga, oddanego ideom Przewodniczącego. W 1964 roku ukazały się Cytaty Przewodniczącego Mao (słynna Czerwona książeczka), wybór pism Mao, który miał stać się zbiorem naczelnych wytycznych dla narodu.

### Preludium
Jednym z elementów kampanii propagandowej Mao wśród chińskiego społeczeństwa była działalność jego żony Jiang Qing na polu kultury. Jiang dążyła do stworzenia nowej, rewolucyjnej kultury, m.in. próbując zreformować w duchu maoizmu tradycyjną operę pekińską. Silne poparcie Jiang Qing miała w Szanghaju, gdzie do władzy doszli młodzi radykałowie. W lutym 1966 roku Lin Biao zorganizował w tym mieście „forum literacko-artystyczne w siłach zbrojnych”, które de facto ugruntowało jej pozycję. Polityka kulturalna żony Mao spotkała się z ostrą krytyką burmistrza Pekinu, Peng Zhena.
Za preludium rewolucji kulturalnej uważany jest artykuł protegowanego Jiang Qing, Yao Wenyuana z 10 listopada 1965 roku. W tekście tym skrytykowana została sztuka Wu Hana, Dymisja Hai Rui. Napisana w 1961 roku sztuka odczytywana była jako zakamuflowana krytyka polityki Mao Zedonga. Artykuł w istocie był wymierzony w Peng Zhena, będącego zwierzchnikiem Wu Hana. Peng próbował uniemożliwić rozpowszechnienie artykułu, w krótkim czasie został on jednak przedrukowany w wielu gazetach oraz w dazibao.

## Rewolucja kulturalna

### 1966: Masowe czystki

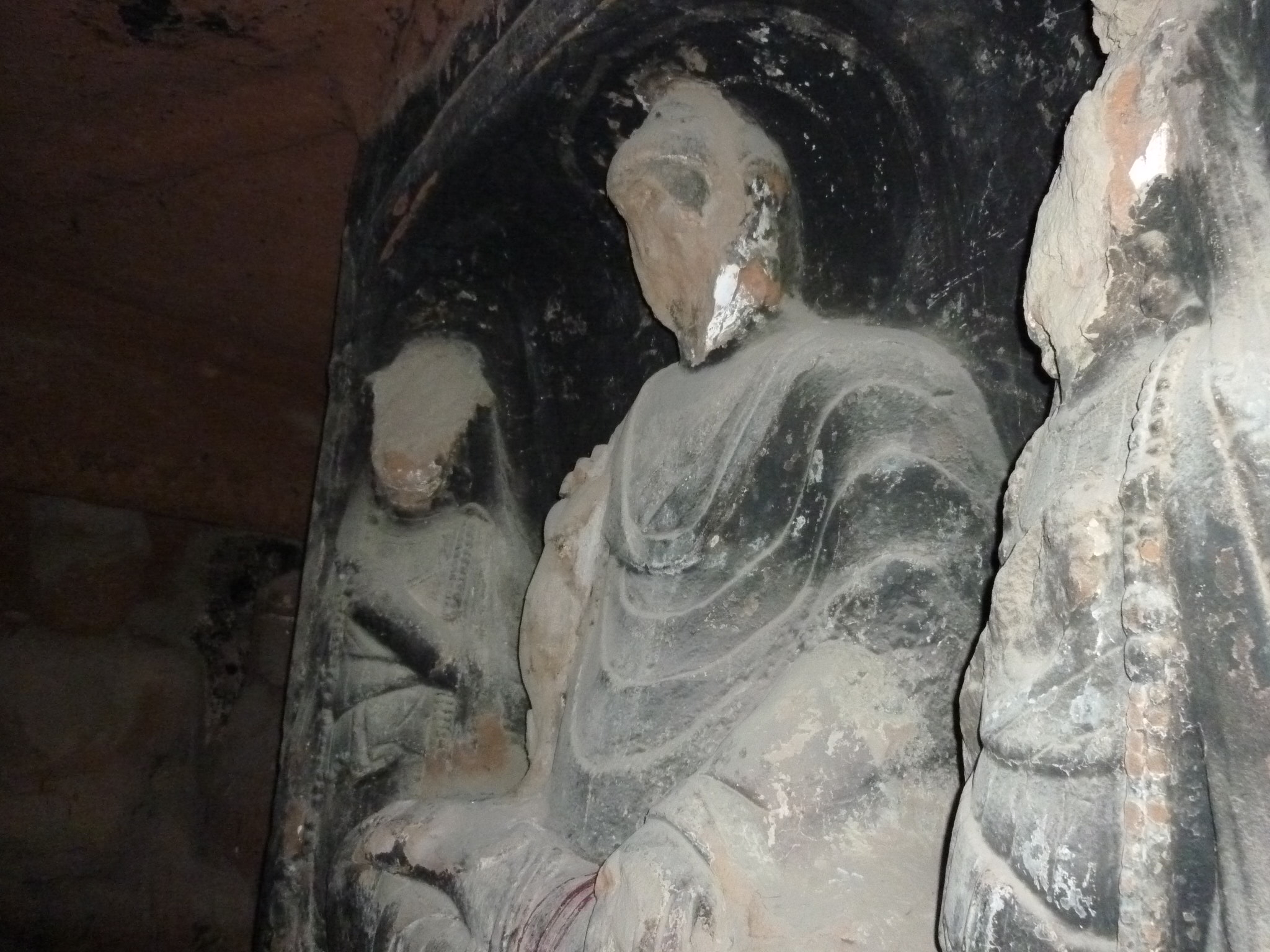
Figury Buddy zniszczone podczas walki z „czterema starymi rzeczami”

Za właściwy początek rewolucji kulturalnej uważane jest rozszerzone posiedzenie Biura Politycznego KC KPCh z 16 maja 1966 roku. Została na nim utworzona Grupa do spraw Rewolucji Kulturalnej, w skład której weszli najradykalniejsi działacze partyjni, m.in. Jiang Qing, Chen Boda, Kang Sheng, Yao Wenyuan i Zhang Chunqiao. Grupa ta, co istotne, nie podlegała sekretariatowi KPCh, podlegając de facto jedynie samemu Mao. Obwieszczono, że zadaniem Grupy jest walka z zakamuflowanymi antysocjalistycznymi działaczami burżuazyjnymi ukrytymi w strukturach partii. Chociaż do wymienienia wrogów z imienia jeszcze nie doszło, już 18 maja dokonana została pierwsza czystka. Peng Zhen został pozbawiony wszystkich stanowisk, a wraz z nim Yang Shangkun, Lu Dingyi oraz główny rywal Lin Biao w armii, Luo Ruiqing.
Wydarzenia na posiedzeniu Biura Politycznego szybko zyskały odzew na uczelniach. 25 maja na Uniwersytecie Pekińskim pojawiła się pierwsza gazetka dazibao z rewolucyjnymi sloganami. Największe znaczenie miała jednak gazetka wywieszona 29 maja na Uniwersytecie Tsinghua, której autorzy założyli czerwone opaski z napisem „Czerwona Gwardia”. Od tej pory studenci i młodzi robotnicy zaczęli organizować się w oddziały czerwonogwardzistów (hunwejbinów), ślepo oddanych Mao i głoszących potrzebę przejęcia władzy na uczelniach, w wojsku i partii. 1 czerwca oficjalna gazeta KPCh, Renmin Ribao, obwieściła, że dni „wrogów” są już policzone.
Przerażony Liu Shaoqi próbował zatrzymać wzbierający bunt, wysyłając w czerwcu i lipcu na uczelnie specjalne „grupy robocze”, które miały ostudzić rewolucyjne nastroje czerwonogwardzistów, jednak działania te nie przyniosły żadnych efektów. 5 sierpnia pojawiły się dazibao zawierające słynne wezwanie Mao do młodzieży „bombardujcie sztaby”, będące zachętą do usunięcia starych działaczy partyjnych. Pojawiły się także zdjęcia Mao przepływającego wpław rzekę Jangcy, mające pokazać, że wódz mimo swego wieku wciąż jest silny.
W dniach 1–12 sierpnia odbyło się, z udziałem czerwonogwardzistów i przy nieobecności połowy członków, nadzwyczajne plenum KC, które usunęło Liu Shaoqi ze stanowiska wiceprzewodniczącego partii, mianując na to miejsce Lin Biao. Plenum przyjęło także 16-punktową deklarację, stanowiącą program rewolucji kulturalnej. Zakładała ona m.in. powrót do tworzenia komun ludowych na wsi.
18 sierpnia miliony członków Czerwonej Gwardii z całego kraju zgromadziło się na placu Tian’anmen w Pekinie na wiecu zorganizowanym przez Przewodniczącego. Mao i Lin Biao ukazali się 11 milionom czerwonogwardzistów, spotykając się z aplauzem tłumu, który w pewnym momencie zaczął skandować na cześć Przewodniczącego wan sui (dziesięć tysięcy lat; okrzyku tego w przeszłości używano w odniesieniu do cesarzy). Lin Biao zachęcił czerwonogwardzistów do buntu i zwalczania „starych idei, kultury, zwyczajów i obyczajów”. Do końca listopada odbyło się jeszcze 7 takich spotkań, początkowo brali w nich udział także liczący na możliwość unormowania sytuacji Liu Shaoqi i Deng Xiaoping. Mao na żadnym z wieców ani razu nie przemówił do zgromadzonych.
Od spotkania czerwonogwardzistów z Mao 18 sierpnia kraj pogrążył się w rewolucyjnym chaosie. Czerwonogwardziści zaczynali od rozprowadzania propagandowych ulotek i broszur oraz list nazwisk rzekomych kontrrewolucjonistów, a także odgrywania zaimprowizowanych sztuk o propagandowej treści. Następnym krokiem były publiczne kampanie oszczercze wobec „kontrrewolucjonistów”, tortury i rabowanie ich domów. Czerwonogwardziści w ramach walki z „czterema starymi rzeczami” wdzierali się do domów i niszczyli wszystkie „burżuazyjne” sprzęty, takie jak drogie meble, książki, szachy, eleganckie ubrania, płyty gramofonowe. Zabroniono także śpiewania dzieciom kołysanek, puszczania latawców, urządzania wesel i pogrzebów, kobietom obcinano długie włosy. Bandy czerwonogwardzistów rabowały także muzea, niszczyły zabytki i dzieła sztuki. Chcąc zminimalizować straty premier Zhou Enlai wysłał wojsko do otoczenia i obrony ważniejszych obiektów takich jak Zakazane Miasto, jednak czerwonogwardziści zdołali zniszczyć m.in. mury miejskie Pekinu. Prześladowano intelektualistów, uczniów zachęcano do szykanowania i poniżania nauczycieli.
Na kilka lat całkowicie zamarła chińska kultura. Poza dziełami Stalina i Envera Hodży przestały ukazywać się zagraniczne książki. Pod auspicjami Jiang Qing rozpoczęto doszczętne niszczenie tradycyjnej opery chińskiej, próbując w jej miejsce wprowadzić nową „operę rewolucyjną”. W latach 1967–1972 nie nakręcono w Chinach żadnego filmu fabularnego.
Grupy hunwejbinów przemieszczały się po kraju w celu „wymiany doświadczeń”, wdzierały się do fabryk i urzędów. Często dochodziło do starć z broniącymi zakładów robotnikami. W niektórych przypadkach nawet poszczególne grupy Czerwonej Gwardii zwalczały siebie nawzajem jako „kontrrewolucjonistów”.
10 października Lin Biao publicznie skrytykował Liu i Denga jako kapitalistycznych sługusów. Liu złożył samokrytykę, a niedługo potem został schwytany przez czerwonogwardzistów i wywieziony w nieznane miejsce. Dopiero po latach okazało się, że zmarł w 1969 roku na podłodze więzienia w Kaifengu, pozbawiony pomocy medycznej. Również Peng Dehuai, pojmany przez hunwejbinów, został zmuszony do klęczenia przed 40 tysiącami żołnierzy na pekińskim stadionie. Represje i kampania poniżeń dotknęły także inne osoby, m.in. X Panczenlamę Lobsanga Czokji Gjalcena, żonę Liu Shaoqi Wang Guangmei (uznana za „burżuazyjną paniusię” musiała chodzić w worku i naszyjniku z piłeczek pingpongowych) czy Deng Xiaopinga. Ten ostatni był prowadzany ze związanymi rękami ulicami Pekinu i ostatecznie wywieziony na wieś w prowincji Jiangxi, gdzie pracował rąbiąc drewno; jego syn Deng Pufang został kaleką po tym jak czerwonogwardziści wyrzucili go przez okno.
Wraz z rewolucją kulturalną nastąpiło całkowite zamrożenie stosunków z zagranicą, które zapoczątkowało uwięzienie ministra spraw zagranicznych Chen Yi. Poza przedstawicielem w Kairze odwołano do kraju wszystkich chińskich ambasadorów. Przebywający w Pekinie zagraniczni dyplomaci stali się obiektem ataków, hunwejbini podpalili ambasadę brytyjską. Jedynym sojusznikiem ChRL pozostała Albania, wobec innych państw Pekin rozpoczął agresywne ataki słowne i rzucanie obelg (Mongolię uznano za „faszystowską”, Sri Lankę za „pajaca”, a Koreę Północną za „kontrrewolucyjną”). Agresywna postawa Pekinu zaowocowała m.in. wydaleniem chińskich dyplomatów i ekspertów z 13 afrykańskich krajów i konfliktem granicznym z ZSRR w 1969 roku.

### 1967: Walka o władzę polityczną
Na początku 1967 roku armia otrzymała rozkaz „wspierania lewicy”, co nadało wydarzeniom w kraju charakteru nieomal wojny domowej.
W styczniu rozpoczął się proces przejmowania kontroli w strukturach samorządowych. Usuwano i poddawano represjom lokalnych polityków. Jako nowe organa władzy samorządowej tworzono komitety rewolucyjne składające się w większości z członków Czerwonej Gwardii i żołnierzy. W Szanghaju Chen Boda i Zhang Chunqiao po krwawej rozprawie ze starą administracją próbowali stworzyć tzw. Komunę Szanghajską opartą na wspólnocie dóbr i odwoływalności urzędników; eksperyment ten zakończył się fiaskiem i został potępiony przez samego Mao jako zbyt daleko idący.
W wielu miejscach dotychczasowe władze stawiły zbrojny opór, w Syczuanie i Guangxi w walce o władzę użyto nawet czołgów. W celu zdobycia broni czerwonogwardziści napadali na pociągi z pomocą dla walczącego Wietnamu. W Pekinie oblężono siedzibę premiera Zhou Enlaia, który na terenie rządowego kompleksu Zhongnanhai ukrywał prześladowanych przez Czerwoną Gwardię. 3 miliony działaczy partyjnych zesłano do reedukacji w specjalnie utworzonych „szkołach 7 Maja”.
Punktem zwrotnym były wydarzenia w Wuhanie mające miejsce pod koniec lipca. Gdy lokalni dowódcy wojskowi sprzymierzyli się z oddziałem Czerwonej Gwardii nie cieszącym się poparciem Grupy do spraw Rewolucji Kulturalnej, do miasta przybyła delegacja na czele z ministrem bezpieczeństwa Xie Fuzhi. Delegaci zostali aresztowani i pobici. Zostali uwolnieni dopiero następnego dnia przez oddziały wierne Pekinowi.
Wydarzenia w Wuhanie uświadomiły Mao, że sprawy zaszły za daleko i w sierpniu nakazał wojsku przywrócenie porządku w kraju. Wojsko miało „popierać lewicę, a nie frakcje” i zneutralizować radykalne ośrodki. Armia rozbiła kampusy Czerwonej Gwardii, a jej poszczególne oddziały zaczęto rozwiązywać. Około 14 milionów hunwejbinów zesłano do pracy na wsi.

### 1968: Kult jednostki
Po rozprawieniu się z czerwonogwardzistami i zamętem w kraju rozpoczął się proces konsolidacji władzy przez rewolucjonistów, a sam Mao zaczął być otaczany nieomal boską czcią.
Na plenum KC w październiku Liu Shaoqi (znajdujący się już od kilku miesięcy w więzieniu) został pozbawiony wszystkich stanowisk i wyrzucony z partii.

## Czas Lin Biao

### Zmiana układu sił
W dniach 1–24 kwietnia 1969 roku odbył się IX Zjazd KPCh. Przyjęto na nim nowy statut, który czynił Lin Biao „najbliższym towarzyszem broni” Mao oraz jego oficjalnym następcą. Lin Biao stał się oficjalnie drugą osobą w państwie. Na Zjeździe wymienione zostało 80% składu KC, a przynależność do Partii uzależniono od pochodzenia klasowego. Rewolucja kulturalna weszła oficjalnie w okres „walki, krytyki i naprawy”, a faktycznie została wygaszona. Rozkład sił w partii pomiędzy militarystów Lin Biao, pragmatyków Zhou Enlaia i rewolucjonistów Jiang Qing gwarantował Mao równowagę i brak ekscesów.

### Próba puczu wojskowego
Na II Plenum KC w Lushan 23 sierpnia 1970 Chen Boda, prawdopodobnie inspirowany wcześniej przez Lin Biao, zaproponował aby Mao objął ponownie, wakujący po usunięciu Liu Shaoqi, urząd Przewodniczącego ChRL. Mao potępił ten projekt i nakazał usunąć Chena z partyjnych stanowisk.
13 września 1971 roku w oficjalnym komunikacie podano, że Lin Biao zginął w katastrofie lotniczej nad Öndörchaan w Mongolii, podczas ucieczki do ZSRR. Kulisy śmierci Lina do dziś pozostają zagadkowe.
Według oficjalnej wersji po porażce na II Plenum w Lushanie Lin Biao postanowił dokonać w porozumieniu ze swoim synem, marszałkiem lotnictwa Lin Liguo zamachu stanu, określanego jako „Projekt 571”. W porozumieniu z grupą wojskowych mieli przygotować zamach na Mao, chcąc wysadzić pociąg którym wracał on z Changsha do Pekinu. Następnie Lin Biao miałby powołać nowy Komitet Centralny w Kantonie. Mao miał jednak niespodziewanie wyjechać wcześniej, wobec czego plany spiskowców spełzły na niczym. O planowanym zamachu miał się dowiedzieć Zhou Enlai, wobec czego Lin podjął decyzję o ucieczce do ZSRR.
Wersja o zamachu jest często podważana, a w sprawie jest wiele niewyjaśnionych zagadek. Nigdy nie znaleziono ciała Lina (miało się ono zwęglić), podawano też w wątpliwość fakt, że to on był na pokładzie samolotu. Wielu historyków przypuszcza, że śmierć Lin Biao mogła być wynikiem gry politycznej prowadzonej przez Zhou Enlaia, bądź nawet samego Mao.
Śmierć Lina spowodowała wyeliminowanie frakcji wojskowej z kierownictwa partii.

## Czasy bandy czworga

### Walka o schedę po Mao

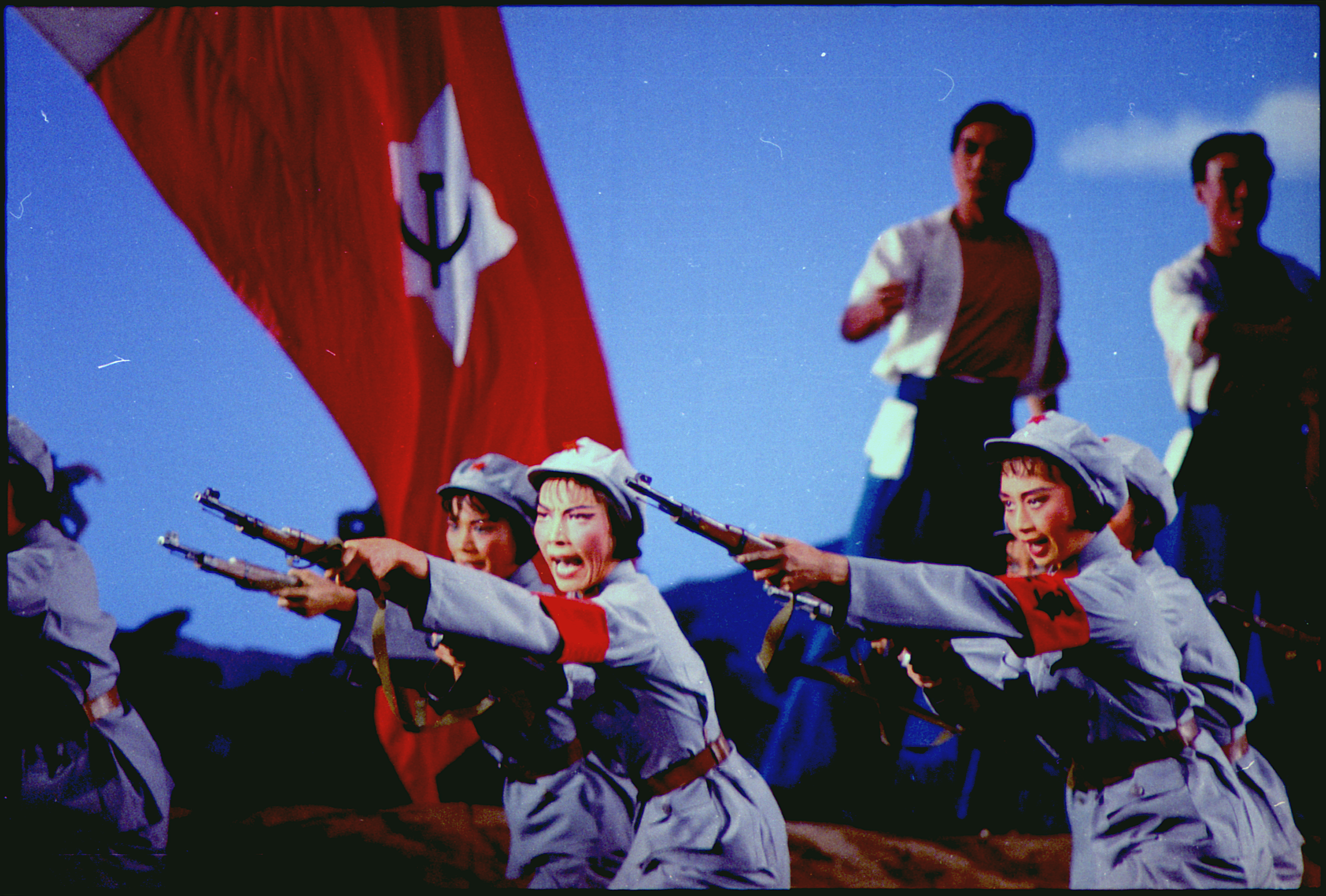
Scena baletowa z wprowadzanej pod auspicjami Jiang Qing „opery rewolucyjnej”, mającej zastąpić tradycyjną operę chińską

Śmierć Lin Biao stała się początkiem walki o sukcesję po Mao. Wyeliminowanie frakcji wojskowej spowodowało wzrost pozycji premiera Zhou Enlaia. Zhou wykorzystał wzrost swojej pozycji do uporządkowania w miarę możliwości instytucji rządowych i zminimalizowania w nich wpływów Grupy ds. Rewolucji Kulturalnej. Zezwolono na uprawę przyzagrodowych działek w komunach, odżyły stosunki z zagranicą (czego efektem była np. przełomowa wizyta Nixona w Chinach), wznowiły działalność niektóre rozbite przez hunwejbinów organizacje takie jak Liga Młodzieży Komunistycznej czy związki zawodowe. Zhou dbał także o rehabilitację represjonowanych wcześniej działaczy partyjnych; dzięki jego protekcji w 1972 roku pozwolono na powrót do Pekinu Deng Xiaopingowi, który w 1973 roku został wicepremierem.
Główną rywalką Zhou była żona Mao, Jiang Qing. Wraz z 3 poplecznikami z Szanghaju, Zhang Chunqiao, Yao Wenyuanem i Wang Hongwenem (tzw. banda czworga) dążyła do kontynuowania rewolucji kulturalnej. Na X Zjeździe Partii w dniach 24–28 sierpnia 1973 roku dzięki protekcji Jiang w skład Biura Politycznego weszło kilku radykałów, a Wang Hongwen został wywindowany na wysokie funkcje partyjne.
Po umocnieniu swojej pozycji Jiang Qing rozpoczęła Kampanię przeciwko Lin Biao i Konfucjuszowi (批林批孔运动, pī Lín pī Kǒng yùndòng), która faktycznie wymierzona była w Zhou Enlaia. Główne uderzenie przeprowadzono na wiosnę 1974 roku, kiedy to zaatakowano „rewizjonizm w gospodarce”, muzykę klasyczną oraz „klasowe niesprawiedliwości w kształceniu”, które uważano za elementy kojarzące się z Zhou. Atakom poddano także film Chung-Kuo Michelangelo Antonioniego, który na zaproszenie premiera odwiedził Chiny. Kampania nie przyniosła jednak spodziewanych rezultatów, gdyż większość społeczeństwa nie poparła jej. Sam Zhou, poważnie chory, został w czerwcu 1974 roku hospitalizowany, a w jego zastępstwie faktycznie ster rządów przejął Deng Xiaoping.
17 stycznia 1975 roku, Ogólnochińskie Zgromadzenie Przedstawicieli Ludowych na pierwszej od 9 lat sesji przyjęło nową konstytucję, sankcjonującą zdobycze rewolucji kulturalnej. Sam Mao, wówczas już mocno schorowany, starał się utrzymać wrogie sobie frakcje w szachu, rozdzielając po równo władzę pomiędzy Deng Xiaopingiem i Ye Jianyingiem a Zhang Chunqiao. Jednocześnie windował do góry niezależnego od obu frakcji Hua Guofenga.
W styczniu 1975 roku Zhou Enlai, dotychczas zapewniający sobie wysoką pozycję, której nie utracił pod koniec lat 60. dzięki zręcznemu lawirowaniu pomiędzy poszczególnymi frakcjami, pochwalając Rewolucję kulturalną i kampanię antykonfucjańską, przedstawił znaną jeszcze przed rewolucją koncepcję głoszącą, że Chiny powinny dążyć do pełnej modernizacji, w czterech głównych sektorach stąd hasło czterech modernizacji. Zawarte w nich wezwanie do reform ekonomicznych całkowicie wykluczało się ideologicznie z programem lansowanym przez Mao podczas wielkiego skoku i rewolucji kulturalnej. Grupa Jiang Qing ostro skrytykowała program Zhou nazywając go „trującym chwastem”. 16 grudnia 1975 roku bandę czworga poważnie osłabiła śmierć Kang Shenga, głównego animatora czystek.

### 1976: Koniec rewolucji kulturalnej
8 stycznia 1976 zmarł Zhou Enlai. Nowym premierem został Hua Guofeng. Banda czworga wykorzystała śmierć Zhou do zmasowanej nagonki prasowej na niego i Denga.
5 kwietnia podczas święta zmarłych na placu Tian’anmen setki tysięcy osób zebrało się aby uczcić pamięć zmarłego w styczniu premiera. Święto szybko nabrało charakteru wiecu, na którym wyrażano niezadowolenie wobec sytuacji w państwie. Gdy w nocy Wang Hongwen nakazał usunąć wieńce złożone u stóp Pomnika Bohaterów Ludu, rozpoczęły się zbrojne starcia pomiędzy wojskiem a tłumem; kilka osób zginęło, tysiące pobito i aresztowano. Członkowie bandy czworga postanowili wykorzystać zamieszki i usunęli ponownie Denga i inne osoby zrehabilitowane przez Zhou.
9 września 1976 zmarł Mao Zedong. Zgodnie z jego ostatnią wolą, faktyczna władza znalazła się w rękach Hua Guofenga. Członkowie bandy czworga byli rozgoryczeni decyzją Mao. W prasie rozpoczęły się ataki na Hua i jego otoczenie. W spodziewanej rozgrywce o władzę banda czworga mogła liczyć na poparcie Szanghaju i Mandżurii, 40% członków Biura Politycznego i pięciu lub sześciu z jedenastu okręgów wojskowych. Większość armii była jednak wrogo nastawiona do Jiang Qing i jej grupy. Marszałek Ye Jianying, w porozumieniu z zesłanym do Guangdongu Dengiem przeciągnął na swoją stronę wahającego się Hua Guofenga oraz dowódcę elitarnej jednostki 8341 Wang Dongxinga. W nocy z 5 na 6 października Zhang Chunqiao, Wang Hongwen i Yao Wenyuan zostali niespodziewanie pojmani przez żołnierzy w gmachu KC. Jiang Qing została aresztowana we własnym domu. Na wieść o aresztowaniu bandy czworga na ulice chińskich miast wyszły rozentuzjazmowane tłumy, dając wyraz swojej radości. Wydarzenie to jest uważane za koniec rewolucji kulturalnej.

## Po rewolucji

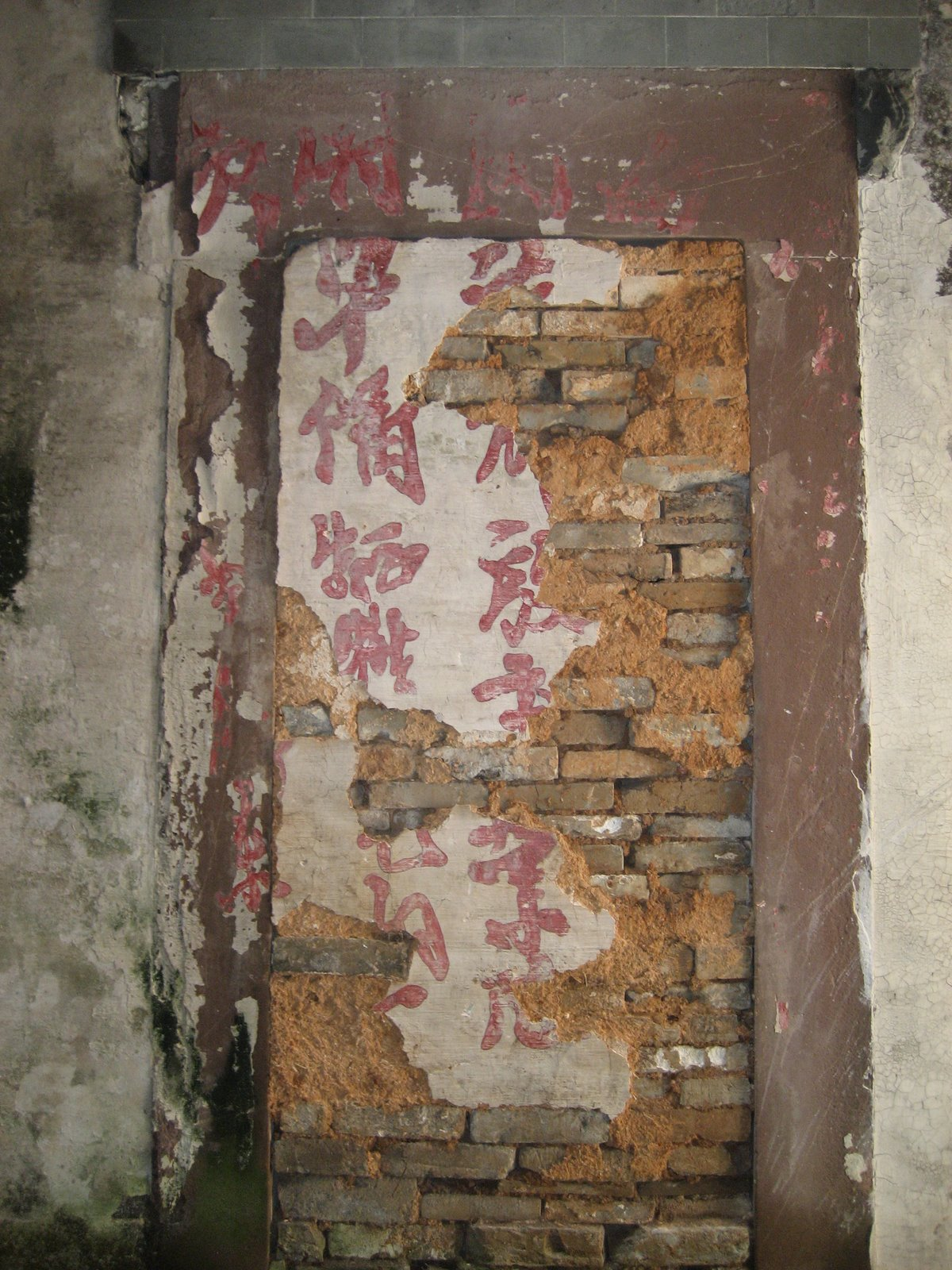
Pozostałości po hasłach z czasów rewolucji kulturalnej na murze

Po odsunięciu bandy czworga Hua objął 22 października 1976 roku stanowisko przewodniczącego KC i Centralnej Komisji Wojskowej, przejmując tym samym pełnię władzy. Szybko okazało się, że nowy przywódca nie spełni pokładanych w nim nadziei i nie rozliczy rewolucji kulturalnej. Zamiast tego próbował wprowadzić dogmatyczny kult Mao, m.in. ogłaszając zasadę dwóch aksjomatów (两个凡是), która brzmiała: „Jakąkolwiek by sformułował politykę przewodniczący Mao, będziemy jej zdecydowanie przestrzegać; jakiekolwiek by były jego instrukcje, niezachwianie będziemy zgodnie z nimi postępować”, czy nakazując zbudowanie w Pekinie Mauzoleum Mao Zedonga.

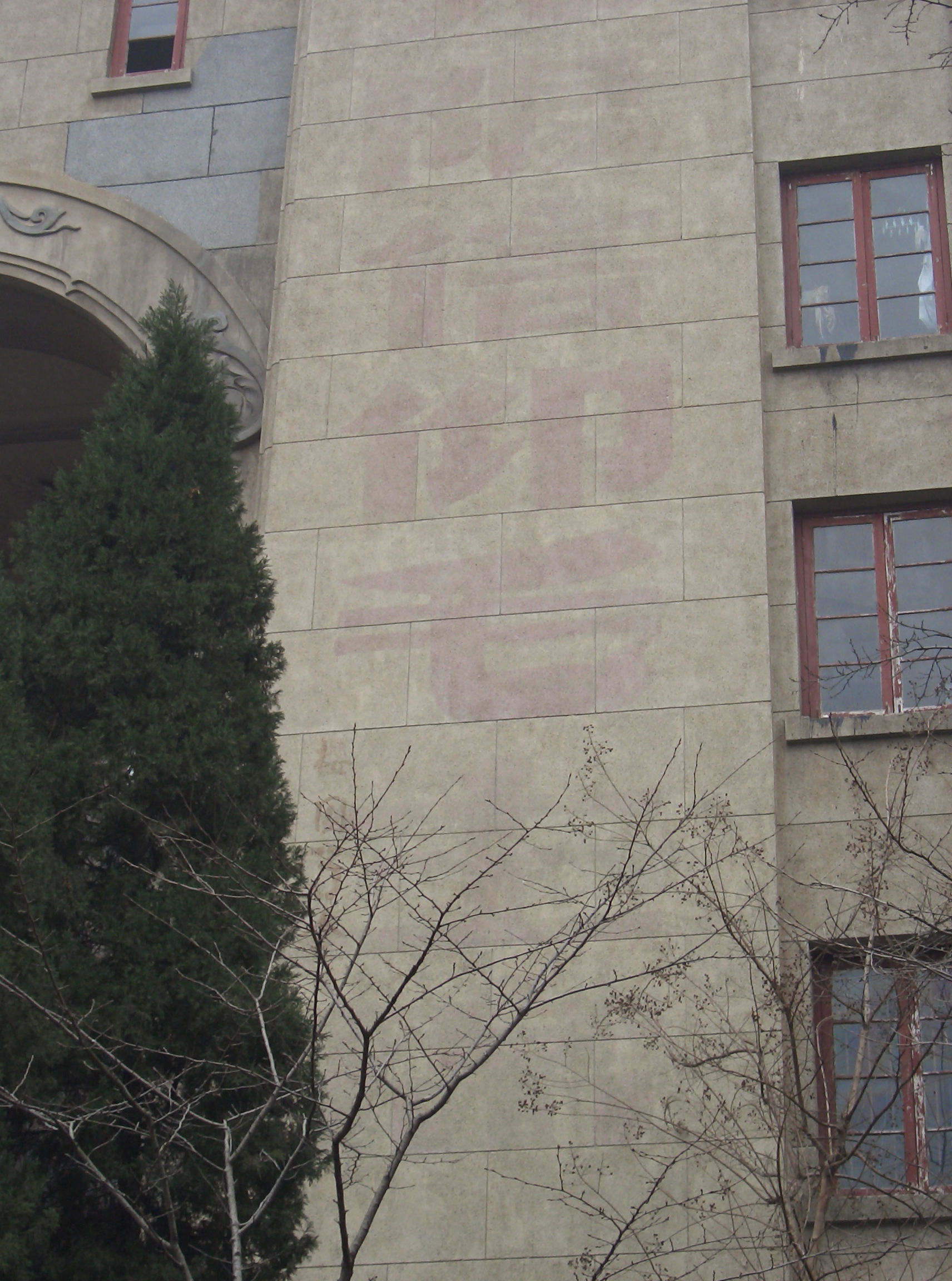
Ślad po usuniętym sloganie z czasów rewolucji kulturalnej na ścianie uniwersytetu w Wuhanie

Sympatia większości członków KC, armii oraz społeczeństwa znajdowała się po stronie Deng Xiaopinga. Dowódcy wojskowi zaczęli żądać powrotu Denga, co szybko podchwyciły gazetki dazibao. Niezdolny w takiej sytuacji do funkcjonowania bez Denga Hua zgodził się na przywrócenie mu w lipcu 1977 roku wszystkich utraconych stanowisk. Podział w partii potwierdził XI Zjazd KPCh w sierpniu tego samego roku, gdy Hua pochwalił zasadnicze założenia rewolucji kulturalnej i zaproponował model gospodarczy wzorowany na tym sprzed wielkiego skoku; referat Hua nie spotkał się z aplauzem zrehabilitowanych właśnie delegatów represjonowanych w latach 1966–1976.
Na wsi, zrujnowanej dwudziestoma latami eksperymentów gospodarczych (poziom produkcji rolnej w 1977 roku był taki jak w czasach dynastii Han), chłopi postanowili wykorzystać koniec rewolucji kulturalnej i kruchą władzę Hua. 24 listopada 1978 roku w małej komunie w prowincji Anhui osiemnaście rodzin chłopskich rozparcelowało między siebie ziemię należącą do komuny i zobowiązało się do wzajemnej obrony podczas ewentualnej interwencji wojska. Chłopów nie spotkały jednak żadne represje, a następne komuny wkrótce poszły ich śladem.
Deng tymczasem wykorzystał szerokie poparcie, jakim się cieszył. W lipcu 1977 roku rzucił hasło „szukać prawdy w faktach”, będące zachętą do reform gospodarczych. Do najbliższych jego współpracowników należeli Ye Jianying, Li Xiannian i Chen Yun. 5 marca 1978 roku uchwalona została nowa konstytucja, cofająca większość poprawek wprowadzonych w maoistowskiej konstytucji z 1975 roku. Jesienią 1977 roku odbyły się pierwsze od wielu lat egzaminy wstępne na uczelnie wyższe, zaczęło się odradzać życie akademickie i kulturalne. Jednocześnie rozpoczęły się masowe rehabilitacje osób represjonowanych w czasie kampanii przeciwko prawicowcom, wielkiego skoku i rewolucji kulturalnej. Do 1982 roku zrehabilitowano 99% ofiar kampanii przeciwko prawicowcom, a z pozostałych ofiar 2,8 mln właścicieli ziemskich, 700 tysięcy rzemieślników i 4,2 mln byłych członków Kuomintangu. W listopadzie 1978 roku na „Ścianie Demokracji” w pekińskiej Alei Xidan pojawiły się dazibao atakujące Hua Guofenga i potępiające błędy Mao. 5 grudnia pojawiło się słynne dazibao Wei Jingshenga o „piątej modernizacji”, czyli demokracji.
W atmosferze tych wydarzeń III Plenum KC w grudniu 1978 zakończyło się zdecydowanym zwycięstwem Deng Xiaopinga, który przejął de facto pełnię władzy w państwie i zapoczątkował proces reform.
W listopadzie 1980 roku rozpoczął się proces członków bandy czworga. W wyrokach wydanych 25 stycznia 1981 roku skazano ich za działalność antypartyjną. Jiang Qing oraz Zhang Chunqiao zostali skazani na karę śmierci (zamienioną na dożywotnie więzienie) a Wang Hongwen i Yao Wenyuan na 20 lat pozbawienia wolności. Wraz z nimi skazano 6 członków „kliki Lin Biao”, uczestników rzekomego spisku z 1971 roku.